# Verticordioidea
Verticordioidea vormen een superfamilie van tweekleppigen uit de superorde Anomalodesmata.

## Families
- Euciroidae Dall, 1895
- Lyonsiellidae Dall, 1895
- Verticordiidae Stoliczka, 1870